# Kaipan 57
Der Kaipan 57 ist ein Roadster des tschechischen Automobilherstellers Kaipan, der seit 2002 verkauft wird. Der Zweisitzer wird von einem 1,8 Liter großen Vierzylindermotor von Audi angetrieben. Das Triebwerk leistet 110 kW (150 PS) und weist ein maximales Drehmoment von 210 Nm auf. Im Gegensatz zu den anderen aktuell angebotenen Kaipan-Modellen 14 und 16, werden beim 57 die Hinterräder angetrieben. Um ein möglichst geringes Gewicht zu erreichen, besteht die Karosserie des Kaipan 57 aus Kunststoff. Der Roadster ähnelt dem Lotus Seven und ist auch als Baukasten zum selber bauen erhältlich.

## Technische Daten
|                                             | Kaipan 57              |
| Bauzeitraum                                 | seit 2002              |
| Motorkenndaten                              |                        |
| Motortyp                                    | R4-Ottomotor           |
| Motoraufladung                              | Turbolader             |
| Hubraum                                     | 1781 cm³               |
| max. Leistung bei min−1                     | 110 kW (150 PS) / 5700 |
| max. Drehmoment bei min−1                   | 210 Nm / 1750–4600     |
| Kraftübertragung                            |                        |
| Antrieb                                     | Hinterradantrieb       |
| Getriebe, serienmäßig                       | 5-Gang-Schaltgetriebe  |
| Messwerte                                   |                        |
| Höchstgeschwindigkeit                       | 180 km/h               |
| Beschleunigung, 0–100 km/h                  | 5,9 s                  |
| Kraftstoffverbrauch auf 100 km (kombiniert) | 7,2 l Super            |